# ساندي باتي
ساندي باتي (بالإنجليزية: Sandi Patty)‏ هي مغنية أمريكية، ولدت في 12 يوليو 1956 في أوكلاهوما سيتي في الولايات المتحدة.

## وصلات خارجية
- الموقع الرسمي
- ساندي باتي على موقع IMDb (الإنجليزية)
- ساندي باتي على موقع ميوزك برينز (الإنجليزية)
- ساندي باتي على موقع أول موفي (الإنجليزية)
- ساندي باتي على موقع ديسكوغز (الإنجليزية)
- ساندي باتي على موقع قاعدة بيانات الفيلم (الإنجليزية)
- ساندي باتي على موقع كينوبويسك (الروسية)